# Live in Paris: I Just Wanna Rock
Live in Paris: I Just Wanna Rock è un album di Joe Satriani, pubblicato il 2 febbraio 2010. L'album riproduce il concerto tenutosi a Parigi, il 27 marzo 2008.

## Tracce
Tutte le canzoni sono state scritte da Joe Satriani.

### Disco 1
1. "I Just Wanna Rock" - 3:53
2. "Overdriver" - 5:18
3. "Satch Boogie" - 4:36
4. "Ice 9" - 4:38
5. "Diddle-Y-A-Doo-Dat" - 4:15
6. "Flying In A Blue Dream" - 5:40
7. "Ghosts" - 4:52
8. "Revelation" - 6:31
9. "Super Colossal" - 4:36
10. "One Big Rush" - 3:38
11. "Musterion" - 4:53
12. "Out Of The Sunrise" - 6:28

### Disco 2
1. "Time Machine" - 8:46
2. "Cool #9" - 6:06
3. "Andalusia" 6:49
4. "Bass Solo" - 6:31
5. "Cryin'" - 6:42
6. "The Mystical Potato Head Groove Thing" - 5:53
7. "Always with Me, Always with You" - 9:01
8. "Surfing with the Alien" - 6:16
9. "Crowd Chant" - 3:27
10. "Summer Song" - 8:05